# Црква Свете Петке у Забреги
Црква Свете Петке у Забреги, насељеном месту на територији општине Параћин, припада Епархији браничевској Српске православне цркве.